# Fürstenbergmanufakturen

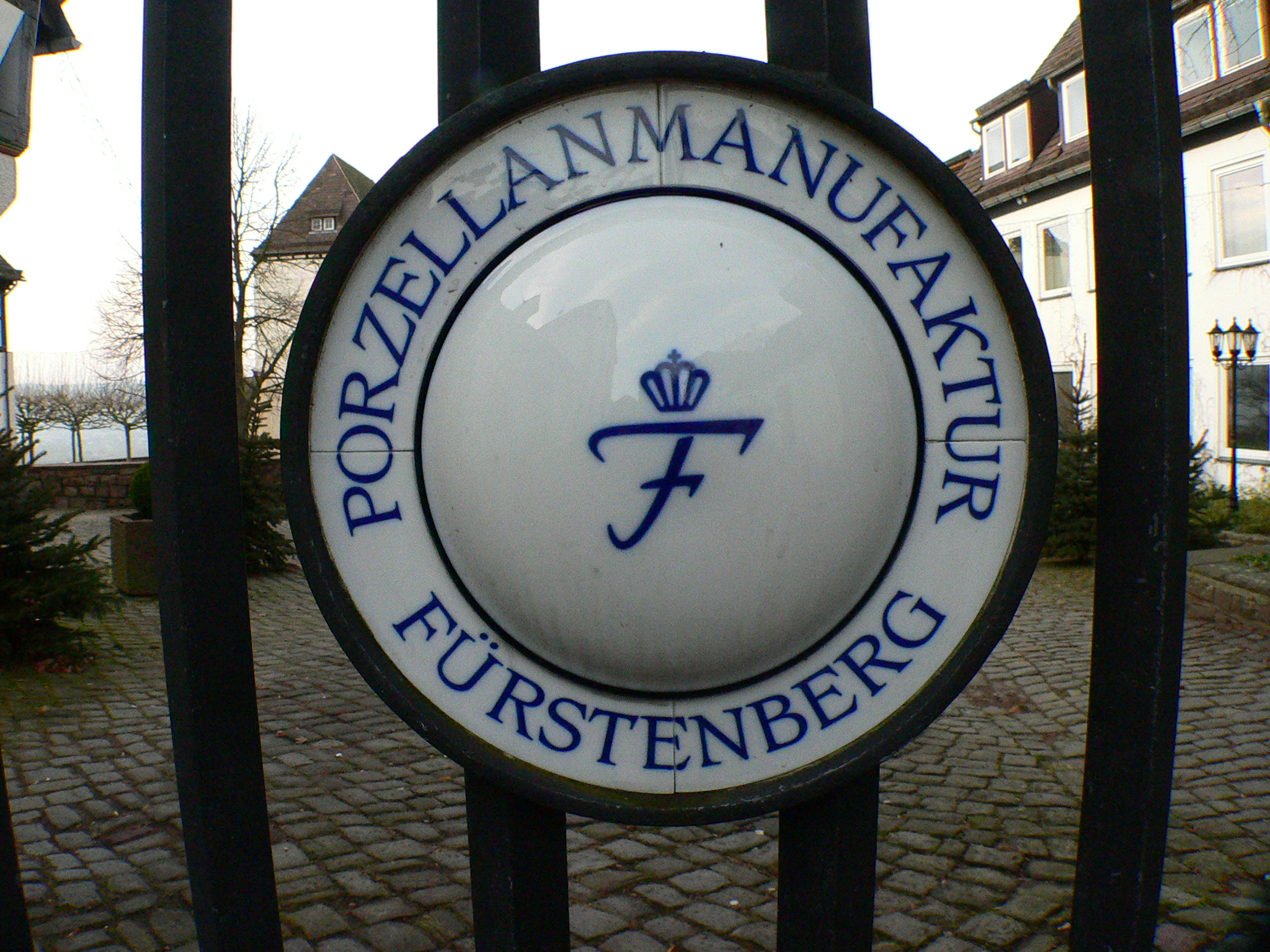

Porzellanmanufaktur Fürstenberg är en porslinsfabrik i Fürstenberg, Tyskland.
Fabriken anlades av hertig Karl I av Braunschweig-Wolfenbüttel. Efter en del tidigare försök började verksamheten på allvar 1753, då kemisten Johann Benckgraff från Höchster Porzellanmanufaktur, målaren Zechinger och modellören Simon Feilner hade förmåtts att intressera sig för företaget. Även om Fürstenbergprodukterna var starkt påverkade av Meissen uppvisade de dock en del egna drag. 1770 efterträddes Feilner av modellmästare J. Chr. Rombrich, och produktionen blev under denna tid mindre självständig och mer influerad av Meissentillverkningen. Även under efterträdaren fransmannen Desoches förblev inflytandet från Meissen starkt. Från 1795 kom tillverkningen att ledas av fransmannen Louis-Victor Gerverot, som introducerade den franska empiren i modellsortimentet.